# Scapheremaeus petrophagus
Scapheremaeus petrophagus är en kvalsterart som först beskrevs av Banks 1906.  Scapheremaeus petrophagus ingår i släktet Scapheremaeus och familjen Cymbaeremaeidae. Inga underarter finns listade i Catalogue of Life.